# Terminalia uleana
Terminalia uleana är en tvåhjärtbladig växtart som beskrevs av Adolf Engler, Alwan och C.A. Stace. Terminalia uleana ingår i släktet Terminalia och familjen Combretaceae. Inga underarter finns listade i Catalogue of Life.